# Ветреница (пьеса)
«Ветреница» (англ. The Devil's Law Case) — комедия английского драматурга Джеймса Ширли, впервые поставленная на сцене в 1635 году труппой «Слуги Её Величества» и опубликованная в 1637 году.
Действие пьесы происходит в лондонском высшем свете, её заглавная героиня — ветреная леди Аретина. В финале эта дама понимает, что вела неправильную жизнь, и решает уехать в загородное поместье, чтобы вернуться к «старинным нравам». Исследователи видят влияние «Ветреницы» в «Жене из провинции» Уильяма Уичерли, а также в «Школе злословия» Ричарда Бринсли Шеридана.